# Prima Categoria Lombardia 1963-1964
Il campionato di calcio di Prima Categoria 1963-1964 è stato il V livello del campionato italiano. A carattere regionale, fu il sesto campionato dilettantistico con questo nome dopo la riforma voluta da Zauli del 1958.
Questi sono i gironi organizzati dal Comitato Regionale Lombardo. Per ridurre il campionato venne deciso di retrocedere tutte le squadre dall’11º posto in giù.

## Girone A

### Squadre partecipanti
| Squadra                          | Città (provincia)              | Stagione precedente |
| -------------------------------- | ------------------------------ | ------------------- |
| F.B.C. Alzano                    | Alzano Lombardo (BG)           |                     |
| S.S. Angelo Antonini             | Sarezzo (BS)                   |                     |
| S.S. Aurora Travagliato          | Travagliato (BS)               |                     |
| F.B.C. Chiari                    | Chiari (BS)                    |                     |
| G.C. Clarense                    | Chiari (BS)                    |                     |
| U.S. Coffea Virle                | Virle Treponti di Rezzato (BS) |                     |
| U.S. Darfo Boario                | Darfo Boario Terme (BS)        |                     |
| U.S. Desenzano                   | Desenzano del Garda (BS)       |                     |
| G.S. Falck Vobarno               | Vobarno (BS)                   |                     |
| U.S. Gandinese                   | Gandino (BG)                   |                     |
| A.S.C. Leffe                     | Leffe (BG)                     |                     |
| A.S. Niggeler & Küpfler Capriolo | Capriolo (BS)                  |                     |
| U.S. Ponte San Pietro            | Ponte San Pietro (BG)          |                     |
| U.S. San Pellegrino              | San Pellegrino Terme (BG)      |                     |
| A.C. Toscolano Maderno           | Toscolano Maderno (BS)         |                     |

### Classifica finale
|  | Pos. | Squadra                     | Pt | G  | V  | N  | P  | GF | GS | DR  |
|  | ---- | --------------------------- | -- | -- | -- | -- | -- | -- | -- | --- |
|  | 1.   | Falck Vobarno               | 38 | 28 | 16 | 6  | 6  | 40 | 20 | +20 |
|  | 2.   | Niggeler & Küpfler Capriolo | 37 | 28 | 15 | 7  | 6  | 46 | 27 | +19 |
|  | 3.   | San Pellegrino              | 35 | 28 | 14 | 7  | 7  | 34 | 20 | +14 |
|  | 4.   | Ponte San Pietro            | 32 | 28 | 13 | 6  | 9  | 41 | 28 | +13 |
|  | 5.   | Chiari                      | 32 | 28 | 13 | 6  | 9  | 39 | 45 | -6  |
|  | 6.   | Darfo Boario                | 31 | 28 | 9  | 13 | 6  | 40 | 25 | +15 |
|  | 6.   | Gandinese                   | 31 | 28 | 12 | 7  | 9  | 49 | 41 | +8  |
|  | 8.   | Coffea Virle                | 30 | 28 | 12 | 6  | 10 | 50 | 31 | +19 |
|  | 9.   | Leffe                       | 29 | 28 | 11 | 7  | 10 | 40 | 36 | +4  |
|  | 10.  | Aurora Travagliato          | 28 | 28 | 11 | 6  | 11 | 39 | 38 | +1  |
|  | 11.  | Angelo Antonini             | 26 | 28 | 9  | 8  | 11 | 22 | 27 | -5  |
|  | 11.  | Clarense                    | 26 | 28 | 10 | 6  | 12 | 27 | 43 | -16 |
|  | 13.  | Desenzano                   | 24 | 28 | 8  | 8  | 12 | 33 | 38 | -5  |
|  | 14.  | Toscolano Maderno           | 18 | 28 | 4  | 10 | 14 | 27 | 53 | -26 |
|  | 15.  | Alzano (-1)                 | 2  | 28 | 0  | 3  | 25 | 19 | 74 | -55 |

Legenda:
      Ammesso alle finali per la promozione in Serie D.
      Retrocesso in Seconda Categoria.
Regolamento:
Due punti a vittoria, uno a pareggio, zero a sconfitta.
Note:
Alzano ha scontato 1 punto di penalizzazione in classifica per una rinuncia.

## Girone B

### Squadre partecipanti
| Squadra                    | Città (provincia)       | Stagione precedente |
| -------------------------- | ----------------------- | ------------------- |
| G.S. Banco Ambrosiano      | Milano                  |                     |
| U.S. Bollatese             | Bollate (MI)            |                     |
| U.S. Caravaggio C.S.I.     | Caravaggio (BG)         |                     |
| Centro Sociale Cooperativo | Cusano Milanino (MI)    |                     |
| A.S.C. Cinisello           | Cinisello Balsamo (MI)  |                     |
| U.S. Corsico               | Corsico (MI)            |                     |
| S.S. Dalmine               | Dalmine (BG)            |                     |
| A.S. Erminio Giana         | Gorgonzola (MI)         |                     |
| U.S. Fulgor Canonica       | Canonica d'Adda (BG)    |                     |
| D.A. Innocenti             | Milano                  |                     |
| U.S. Melegnanese           | Melegnano (MI)          |                     |
| U.S. Melzo                 | Melzo (MI)              |                     |
| A.C. Pro Sesto             | Sesto San Giovanni (MI) |                     |
| Rhodense Calcistica        | Rho (MI)                |                     |
| G.S. Rondò                 | Sesto San Giovanni (MI) |                     |

### Classifica finale
|  | Pos. | Squadra                    | Pt | G  | V  | N  | P  | GF | GS | DR  |
|  | ---- | -------------------------- | -- | -- | -- | -- | -- | -- | -- | --- |
|  | 1.   | Banco Ambrosiano           | 41 | 28 | 15 | 11 | 2  | 47 | 27 | +20 |
|  | 2.   | Cinisello                  | 40 | 28 | 14 | 11 | 3  | 38 | 20 | +18 |
|  | 3.   | Pro Sesto                  | 39 | 28 | 14 | 11 | 3  | 30 | 12 | +18 |
|  | 4.   | Melegnanese                | 32 | 28 | 12 | 8  | 8  | 50 | 35 | +15 |
|  | 5.   | Rhodense                   | 31 | 28 | 9  | 13 | 6  | 39 | 29 | +10 |
|  | 5.   | Corsico                    | 31 | 28 | 13 | 5  | 10 | 43 | 35 | +8  |
|  | 7.   | Centro Sociale Cooperativo | 30 | 28 | 8  | 14 | 6  | 36 | 33 | +3  |
|  | 8.   | Melzo                      | 28 | 28 | 9  | 10 | 9  | 36 | 29 | +7  |
|  | 9.   | Dalmine                    | 27 | 28 | 9  | 9  | 10 | 42 | 41 | +1  |
|  | 9.   | Erminio Giana              | 27 | 28 | 10 | 7  | 11 | 34 | 34 | 0   |
|  | 11.  | Innocenti                  | 27 | 28 | 10 | 7  | 11 | 31 | 32 | -1  |
|  | 12.  | Fulgor Canonica            | 24 | 28 | 8  | 8  | 12 | 34 | 42 | -8  |
|  | 13.  | Rondò                      | 19 | 28 | 5  | 9  | 14 | 19 | 37 | -18 |
|  | 14.  | Caravaggio                 | 14 | 28 | 5  | 4  | 19 | 23 | 48 | -25 |
|  | 15.  | Bollatese (-1)             | 7  | 28 | 3  | 2  | 23 | 19 | 71 | -52 |

Legenda:
      Ammesso alle finali per la promozione in Serie D.
      Retrocesso in Seconda Categoria.
  Retrocesso e in seguito riammesso.
Regolamento:
Due punti a vittoria, uno a pareggio, zero a sconfitta.
Note:
Bollatese ha scontato 1 punto di penalizzazione in classifica per una rinuncia.

### Spareggi retrocessione
|         | Risultato |           | Luogo e data                       |  |
| ------- | --------- | --------- | ---------------------------------- |  |
| Dalmine | 1 - 0     | Innocenti | Sesto San Giovanni, 14 giugno 1964 |  |
|         |           |           |                                    |  |
| Giana   | 2 - 1     | Innocenti | Sesto San Giovanni, 21 giugno 1964 |  |
|         |           |           |                                    |  |

## Girone C

### Squadre partecipanti
| Squadra               | Città (provincia)     | Stagione precedente |
| --------------------- | --------------------- | ------------------- |
| U.S. Aurora Brollo    | Desio (MI)            |                     |
| Pol. Biassonese       | Biassono (MI)         |                     |
| G.S. Bovisio Masciago | Bovisio Masciago (MI) |                     |
| F.C. Cantù            | Cantù (CO)            |                     |
| U.S. Caratese         | Carate Brianza (MI)   |                     |
| U.S. Casatese         | Casatenovo (CO)       |                     |
| G.S. Concorezzese     | Concorezzo (MI)       |                     |
| S.C. Koplon Snia      | Cesano Maderno (MI)   |                     |
| S.S. Luciano Manara   | Barzanò (CO)          |                     |
| Pol. Macheriese       | Macherio (MI)         |                     |
| U.S. Morbegnese       | Morbegno (SO)         |                     |
| S.S. Pro Lissone      | Lissone (MI)          |                     |
| A.C. Villasanta       | Villasanta (MI)       |                     |
| U.S. Vimercatese      | Vimercate (MI)        |                     |
| A.S. Vis Nova         | Giussano (MI)         |                     |

### Classifica finale
|  | Pos. | Squadra          | Pt | G  | V  | N  | P  | GF | GS | DR |
|  | ---- | ---------------- | -- | -- | -- | -- | -- | -- | -- | -- |
|  | 1.   | Vimercatese      | 47 | 28 | 22 | 3  | 3  | 76 | 28 |    |
|  | 2.   | Aurora Brollo    | 43 | 28 | 19 | 5  | 4  | 49 | 22 |    |
|  | 3.   | Cantù            | 37 | 28 | 17 | 3  | 8  | 58 | 32 |    |
|  | 4.   | Koplon Snia      | 35 | 28 | 13 | 9  | 6  | 50 | 30 |    |
|  | 5.   | Concorezzese     | 34 | 28 | 14 | 6  | 8  | 37 | 21 |    |
|  | 6.   | Morbegnese       | 33 | 28 | 13 | 7  | 8  | 54 | 38 |    |
|  | 7.   | Pro Lissone      | 32 | 28 | 11 | 10 | 7  | 43 | 36 |    |
|  | 7.   | Luciano Manara   | 32 | 28 | 13 | 6  | 9  | 46 | 40 |    |
|  | 9.   | Biassonese       | 26 | 28 | 9  | 8  | 11 | 45 | 46 |    |
|  | 9.   | Casatese         | 26 | 28 | 9  | 8  | 11 | 31 | 36 |    |
|  | 11.  | Vis Nova         | 23 | 28 | 7  | 9  | 12 | 33 | 41 |    |
|  | 12.  | Caratese         | 21 | 28 | 6  | 9  | 13 | 35 | 52 |    |
|  | 13.  | Villasanta       | 16 | 28 | 4  | 8  | 16 | 34 | 61 |    |
|  | 14.  | Macheriese       | 8  | 28 | 2  | 4  | 22 | 23 | 80 |    |
|  | 15.  | Bovisio Masciago | 7  | 28 | 2  | 3  | 23 | 27 | 78 |    |

Legenda:
      Ammesso alle finali per la promozione in Serie D.
      Retrocesso in Seconda Categoria.
  Retrocesso e in seguito riammesso.
Regolamento:
Due punti a vittoria, uno a pareggio, zero a sconfitta.

## Girone D

### Squadre partecipanti
| Squadra              | Città (provincia)       | Stagione precedente |
| -------------------- | ----------------------- | ------------------- |
| S.C. Antoniana       | Busto Arsizio (VA)      |                     |
| U.S. Arcisatese      | Arcisate (VA)           |                     |
| U.S. Cardanese       | Cardano al Campo (VA)   |                     |
| G.S. Carlo Mocchetti | San Vittore Olona (MI)  |                     |
| U.S. Caronnese       | Caronno Pertusella (VA) |                     |
| U.S. Cassanesi       | Cassano Magnago (VA)    |                     |
| F.B.C. Corbetta      | Corbetta (MI)           |                     |
| A.C. Induno Sportiva | Induno Olona (VA)       |                     |
| U.S. Inveruno        | Inveruno (MI)           |                     |
| F.B.C. Luino         | Luino (VA)              |                     |
| C.C. Magenta         | Magenta (MI)            |                     |
| A.C. Parabiago       | Parabiago (MI)          |                     |
| U.S. Rescaldinese    | Rescaldina (MI)         |                     |
| S.S. Sommese         | Somma Lombardo (VA)     |                     |
| U.S. Turbighese      | Turbigo (MI)            |                     |

### Classifica finale
|  | Pos. | Squadra         | Pt | G  | V  | N  | P  | GF | GS | DR |
|  | ---- | --------------- | -- | -- | -- | -- | -- | -- | -- | -- |
|  | 1.   | Luino           | 43 | 28 | 19 | 5  | 4  | 72 | 22 |    |
|  | 2.   | Caronnese       | 42 | 28 | 16 | 10 | 2  | 56 | 22 |    |
|  | 3.   | Rescaldinese    | 37 | 28 | 15 | 7  | 6  | 50 | 33 |    |
|  | 4.   | Sommese         | 34 | 28 | 15 | 4  | 9  | 56 | 38 |    |
|  | 5.   | Cassanesi       | 32 | 28 | 9  | 14 | 5  | 51 | 39 |    |
|  | 6.   | Inveruno        | 31 | 28 | 12 | 7  | 9  | 45 | 39 |    |
|  | 7.   | Mocchetti       | 30 | 28 | 9  | 12 | 7  | 36 | 32 |    |
|  | 8.   | Magenta         | 29 | 28 | 11 | 7  | 10 | 38 | 37 |    |
|  | 9.   | Antoniana       | 26 | 28 | 10 | 6  | 12 | 31 | 45 |    |
|  | 10.  | Induno Sportiva | 25 | 28 | 8  | 9  | 11 | 29 | 36 |    |
|  | 11.  | Parabiago       | 25 | 28 | 10 | 5  | 13 | 35 | 42 |    |
|  | 12.  | Arcisatese      | 21 | 28 | 6  | 9  | 13 | 27 | 46 |    |
|  | 13.  | Turbighese      | 18 | 28 | 6  | 6  | 16 | 27 | 58 |    |
|  | 14.  | Cardanese       | 16 | 28 | 4  | 8  | 16 | 15 | 47 |    |
|  | 15.  | Corbetta        | 11 | 28 | 3  | 5  | 20 | 19 | 51 |    |

Legenda:
      Ammesso alle finali per la promozione in Serie D.
      Retrocesso in Seconda Categoria.
  Retrocesso e in seguito riammesso.
Regolamento:
Due punti a vittoria, uno a pareggio, zero a sconfitta.
Note:
Cortemaggiorese ha scontato 1 punto di penalizzazione in classifica per una rinuncia.
Bettola ha scontato 2 punti di penalizzazione in classifica per due rinunce.

### Spareggio retrocessione
|                 | Risultato |           | Luogo e data |
| --------------- | --------- | --------- | ------------ |
| Induno Sportiva | ? - ?     | Parabiago | ??, ?? 1964  |
|                 |           |           |              |

## Girone E

### Squadre partecipanti
| Squadra                      | Città (provincia)        | Stagione precedente |
| ---------------------------- | ------------------------ | ------------------- |
| F.B.C. Belgioioso Constantes | Belgioioso (PV)          |                     |
| S.P. Bettola                 | Bettola (PC)             |                     |
| U.S. Castellana              | Castel San Giovanni (PC) |                     |
| A.C. Codogno                 | Codogno (MI)             |                     |
| G.S. Cortemaggiorese         | Cortemaggiore (PC)       |                     |
| A.C. Crema                   | Crema (CR)               |                     |
| U.S. Fiorenzuola             | Fiorenzuola d'Arda (PC)  |                     |
| S.S. Garlasco                | Garlasco (PV)            |                     |
| U.S. Gragnano                | Gragnano Trebbiense (PC) |                     |
| U.S. Pergolettese            | Crema (CR)               |                     |
| U.S. Pievese                 | Pieve del Cairo (PV)     |                     |
| U.S. Pontenurese             | Pontenure (PC)           |                     |
| U.S. Pontolliese             | Ponte dell'Olio (PC)     |                     |
| A.S. Robbio                  | Robbio (PV)              |                     |
| S.G. Stradellina Primavera   | Stradella (PV)           |                     |

### Classifica finale
|  | Pos. | Squadra               | Pt | G  | V  | N  | P  | GF | GS | DR  |
|  | ---- | --------------------- | -- | -- | -- | -- | -- | -- | -- | --- |
|  | 1.   | Pievese               | 46 | 28 | 20 | 6  | 2  | 74 | 26 | +48 |
|  | 2.   | Pergolettese          | 41 | 28 | 17 | 7  | 4  | 41 | 11 | +30 |
|  | 3.   | Castellana            | 39 | 28 | 14 | 11 | 3  | 46 | 21 | +25 |
|  | 3.   | Crema                 | 39 | 28 | 14 | 11 | 3  | 64 | 20 | +44 |
|  | 5.   | Pontolliese           | 33 | 28 | 12 | 9  | 7  | 45 | 28 | +17 |
|  | 6.   | Codogno               | 30 | 28 | 10 | 10 | 8  | 49 | 38 | +11 |
|  | 7.   | Pontenurese           | 29 | 28 | 11 | 7  | 10 | 46 | 33 | +13 |
|  | 8.   | Gragnano              | 28 | 28 | 10 | 8  | 10 | 44 | 41 | +3  |
|  | 8.   | Belgioioso Constantes | 28 | 28 | 11 | 6  | 11 | 41 | 53 | -12 |
|  | 10.  | Fiorenzuola           | 23 | 28 | 8  | 7  | 13 | 25 | 30 | -5  |
|  | 11.  | Garlasco              | 22 | 28 | 6  | 10 | 12 | 27 | 57 | -30 |
|  | 11.  | Robbio                | 22 | 28 | 8  | 6  | 14 | 35 | 62 | -27 |
|  | 13.  | Stradellina Primavera | 21 | 28 | 6  | 9  | 13 | 34 | 42 | -8  |
|  | 14.  | Cortemaggiorese (-1)  | 11 | 28 | 3  | 6  | 19 | 18 | 75 | -57 |
|  | 15.  | Bettola (-2)          | 5  | 28 | 3  | 1  | 24 | 19 | 71 | -52 |

Legenda:
      Ammesso alle finali per la promozione in Serie D.
      Retrocesso in Seconda Categoria.
  Retrocesso e in seguito riammesso.
Regolamento:
Due punti a vittoria, uno a pareggio, zero a sconfitta.
Note:
Cortemaggiorese ha scontato 1 punto di penalizzazione in classifica per una rinuncia.
Bettola ha scontato 2 punti di penalizzazione in classifica per due rinunce.

## Spareggi promozione
- Pievese perde gli spareggi promozione con Falck Vobarno (gir.A), Banco Ambrosiano Milano (gir.B), Vimercatese (gir.C) e Luino (gir.D): quest'ultima verrà promossa in Serie D.

### Libri
- Annuario F.I.G.C. 1963-64, Roma (1964) conservato presso:
  - tutti i Comitati Regionali F.I.G.C.-L.N.D.;
  - la Lega Nazionale Professionisti;
  - la Biblioteca Nazionale Centrale di Firenze;
  - la Biblioteca Nazionale Centrale di Roma.
- Pietro Serina, Bergamo in Campo - 1905-1994: il nostro calcio, i suoi numeri, Zanica (BG), L'Impronta Edizioni, 1995.

### Giornali
- La Gazzetta dello Sport, stagione 1963-1964, consultabile presso le Biblioteche:
  - Biblioteca Nazionale Braidense di Milano;
  - Biblioteca Nazionale Centrale di Firenze;
  - Biblioteca Nazionale Centrale di Roma;
  - Biblioteca Civica Berio di Genova;
  - e presso Emeroteca del C.O.N.I. di Roma (non è online ma è da consultare in sede).